# Годовой отчёт
Годово́й отчёт (Российская Федерация) — документ, ежегодно предоставляемый исполнительным органом хозяйственного общества общему собранию участников (акционеров) общества и содержащий отчёт об основных результатах деятельности общества за истекший период. Указанный документ должен быть подписан лицом, занимающим должность единоличного исполнительного органа общества, и главным бухгалтером общества, а также содержать отметку о его предварительном утверждении советом директоров (наблюдательным советом) общества, а в случае отсутствия в обществе совета директоров (наблюдательного совета) — отметку о его предварительном утверждении лицом, занимающим должность единоличного исполнительного органа общества.

## Содержание
Годовой отчёт должен содержать следующую информацию:
- положение общества в отрасли;
- приоритетные направления деятельности общества;
- отчёт совета директоров (наблюдательного совета) общества о результатах развития общества по приоритетным направлениям его деятельности;
- перспективы развития общества;
- отчёт о выплате объявленных (начисленных) дивидендов по акциям общества;
- описание основных факторов риска, связанных с деятельностью обществ;
- перечень совершенных обществом в отчётном году сделок, признаваемых в соответствии с Федеральным законом «Об акционерных обществах» крупными сделками;
- перечень совершенных обществом в отчётном году сделок, признаваемых в соответствии с Федеральным законом «Об акционерных обществах» сделками, в совершении которых имеется заинтересованность;
- критерии определения и размер вознаграждения (компенсации расходов) лица, занимающего должность единоличного исполнительного органа (управляющего, управляющей организации) общества, каждого члена коллегиального исполнительного органа общества и каждого члена совета директоров (наблюдательного совета) общества;
- сведения о соблюдении обществом Кодекса корпоративного поведения;
- иную информацию, предусмотренную уставом общества или иным внутренним документом общества.